# Красне (Дубенський район)
Кра́сне — село в Україні, у Бокіймівській сільській громаді Дубенського району Рівненської області.
Село до 2016 належало до Вовницької сільської ради. Від 2016 у складі Бокіймівської сільської громади.  Розташоване за 5 км від с. Вовничі, за 25 км від смт. Млинів та за 57 км від обласного центру м. Рівне.
Назва села походить від слова «красний». У давній українській мові мало значення «гарний, хороший, милий, прекрасний». Ці епітети можна застосувати і до місцини, де розташувалося село. Густий ліс підходив до самої річки Стир, у лісі водилось чимало диких звірів, роїлися дикі бджоли, а річка була багатою на рибу. Хто поселився тут, інакше як красне, це місце не називав. Невдовзі назва стала власною.
Біля річки Стир, знаходилась стоянка первісних людей періоду неоліту, а поблизу хутора Монастир був могильник.
Перша згадка про село задокументована в грамоті короля Владислава-Ягелло, короля польського, і його брата Вітовта Великого, князя литовського, котрі передали Красне Федору Даниловичу Острозькому в 1386 році.
В акті 1545 р., автором якого був Лев Іпатій, поселення зазначене під назвою Велике Красне. До нього належали просілки Больча, Кольнятичі, Ставрів, Перекладовичі. В ревізії Луцького замку 1545 р. Красне згадується як власність королеви Бони, але було в оренді Василя Янковича, а ще пізніше йому подароване.
У різний час поселенням володіли: поміщики Іван Борзобагатий (володимирський владика), князі Корецький і Богуші, у кінці 19 ст. — А. Гостинський (маршалок шляхти Дубенського повіту), Тиванов, Караваєв, Малама.
Красне причетне до визвольної війни українського народу в 1648—1657 рр. В районі хутора Монастир відбувся бій між козаками та польською шляхтою. Бій був нерівним і багато козаків загинуло. Пізніше на місці битви спорудили церкву, яка не збереглася і про яку старожили знають лише з переказів.       
На кінець ХІХ ст. у селі було 56 домогосподарств та проживало 776 осіб (за іншими даними 475), з них 5 римокатоликів. У селі працював пивоварний завод, була дерев'яна Преображенська церква, що стояла на місці старої 16 ст.
У 1906 році село Княгининської волості Дубенського повіту Волинської губернії. Відстань від повітового міста 30 верст, від волості 8. Дворів 118, мешканців 906.
Населення Красного в основному займалося землеробством. На поч. ХХ ст. більшість землі належала поміщикам, інша — заможникам, середнякам і біднякам.
У 1906 р. у Красному відбулися бунт селян під приводом Михайла Ожеховського проти поміщика Караваєва. Однак бунт був придушений поліцейськими.
Під час лютневої революції в Красному стояла військова частина.
7 (20) листопада 1917 року, відповідно до Третього Універсалу Української Центральної Ради, увійшло до складу Української Народної Республіки.
У 1920 р. село стало місцем запеклої сутички між більшовиками та поляками.
У вересні 1939 р. в селі було встановлено радянську владу, а через рік був заснований колгосп ім. Будьонного.
В 1947 р. ще один — ім. Ватутіна, в 1950 р. їх об'єднали в один, а в 1958 р. включили до складу колгоспу «17 вересня».
З 25 червня 1941 р. до 22 березня 1944 р. село було окуповане нацистами: було знищено бібліотеку, закрили школу, загинули сім'ї Шиманських, коваля Феофана Турчука.
В на місцевому цвинтарі поховані в братській могилі воїни, що полягли в боях 1944 р. Село було зайняте батальйоном під командуванням Героя Радянського Союзу капітана Миколи Омеліна.
У післявоєнний час в Красному з'явилися клуб, восьмирічна школа, де навчалося до 100 дітей.
У 2007 р. село було повністю газифіковане.
На сьогодні у Красному функціонують: філія Вовницької загальноосвітньої школи І — ІІ ступенів, магазини. Після розпаювання земель колишнього колгоспу більшість селян самостійно обробляють землю. Діє новозбудована Свято-Преображенська православна церква, престольний празник на Спаса. Населення — 312 осіб, дворів — 124.
12 червня 2020 року, відповідно до розпорядження Кабінету Міністрів України № 722-р від «Про визначення адміністративних центрів та затвердження територій територіальних громад Рівненської області», увійшло до складу Бокіймівської сільської громади.
19 липня 2020 року, в результаті адміністративно-територіальної реформи та ліквідації Млинівського району, село увійшло до складу Дубенського району.

## Населення

### Мова
Розподіл населення за рідною мовою за даними перепису 2001 року:
| Мова       | Кількість | Відсоток |
| ---------- | --------- | -------- |
| українська | 311       | 99.68%   |
| російська  | 1         | 0.32%    |
| Усього     | 312       | 100%     |